# Fußball-Weltmeisterschaft 1958/Paraguay
Dieser Artikel behandelt die paraguayische Fußballnationalmannschaft bei der Fußball-Weltmeisterschaft 1958.

## Qualifikation
| Kolumbien | - | Paraguay  | 2:3 | Gutiérrez 10', Díaz 89' / Ángel Jara 34, Agüero 68', Aguilera 88' |
| Paraguay  | - | Kolumbien | 3:0 | Enrique Jara 11' 77', Agüero 27'                                  |
| Paraguay  | - | Uruguay   | 5:0 | Amarilla 5' 48' 57', Ángel Jara 88', Agüero 90'                   |
| Uruguay   | - | Paraguay  | 2:0 | Benítez 8', Martínez 88'                                          |

## Paraguayisches Aufgebot
| Nummer / Name | Nummer / Name        | Damaliger Verein  | Geburtstag         | Länderspiele |
| Torhüter      | Torhüter             | Torhüter          | Torhüter           | Torhüter     |
| ------------- | -------------------- | ----------------- | ------------------ | ------------ |
| 1             | Ramón Mayeregger     | Nacional Asunción | 26. Februar 1934   |              |
| 12            | Samuel Aguilar       | Libertad Asunción | 16. März 1934      |              |
| Abwehr        |                      |                   |                    |              |
| 2             | Edelmiro Arévalo     | Olimpia Asunción  | 7. Januar 1929     |              |
| 4             | Ignacio Achúcarro    | Olimpia Asunción  | 31. Juli 1936      |              |
| 6             | Eligio Echagüe       | Olimpia Asunción  | 31. Dezember 1938  |              |
| 13            | Luis Gini            | Sol de América    | 31. Oktober 1935   |              |
| 14            | Darío Segovia        | Sol de América    | 18. März 1932      |              |
| 17            | Agustín Miranda      | Cerro Porteño     | 1. Januar 1930     |              |
| Mittelfeld    |                      |                   |                    |              |
| 3             | Juan Vicente Lezcano | Olimpia Asunción  | 5. April 1937      |              |
| 5             | Salvador Villalba    | Libertad Asunción | 29. August 1924    |              |
| 15            | Luis Santos Silva    | Cerro Porteño     |                    |              |
| Angriff       |                      |                   |                    |              |
| 7             | Juan Bautista Agüero | Olimpia Asunción  | 24. Juni 1935      |              |
| 8             | José Parodi          | Olimpia Asunción  | 30. August 1932    |              |
| 9             | Jorge Lino Romero    | Sol de América    | 23. Oktober 1932   |              |
| 10            | Óscar Aguilera       | Olimpia Asunción  | 11. März 1935      |              |
| 11            | Florencio Amarilla   | Nacional Asunción | 3. Januar 1935     |              |
| 16            | Claudio Lezcano      | Olimpia Asunción  |                    |              |
| 18            | Gilberto Penayo      | Olimpia Asunción  | 3. April 1933      |              |
| 19            | Eliseo Insfrán       | Club Guaraní      | 27. Oktober 1935   |              |
| 20            | José Raúl Aveiro     | Sportivo Luqueño  | 18. Juli 1936      |              |
| 21            | Cayetano Ré          | Cerro Porteño     | 7. Februar 1938    |              |
| 22            | Eligio Insfrán       | Club Guaraní      | 27. Oktober 1935   |              |
| Trainer       |                      |                   |                    |              |
|               | Aurelio González     |                   | 25. September 1905 |              |

## Spiele der paraguayischen Mannschaft

### Vorrunde
- Frankreich –  Paraguay 7:3 (2:2)

Stadion: Idrottspark (Norrköping)
Zuschauer: 16.500
Schiedsrichter: Gardeazábal (Spanien)
Tore: 0:1 Amarilla (20.), 1:1 Fontaine (24.), 2:1 Fontaine (30.), 2:2 Amarilla (44.) 11m, 2:3 Romero (50.), 3:3 Piantoni (52.), 4:3 Wisnieski (61.), 5:3 Fontaine (67.), 6:3 Kopa (70.), 7:3 Vincent (83.)
- Paraguay –  Schottland 3:2 (2:1)

Stadion: Idrottspark (Norrköping)
Zuschauer: 12.000
Schiedsrichter: Orlandini (Italien)
Tore: 1:0 Agüero (4.), 1:1 Mudie (24.), 2:1 Ré (45.), 3:1 Parodi (73.), 3:2 Collins (74.)
- Paraguay –  Jugoslawien 3:3 (1:2)

Stadion: Tunavallen (Eskilstuna)
Zuschauer: 12.000
Schiedsrichter: Macko (Tschechoslowakei)
Tore: 0:1 Ognjanović (18.), 1:1 Parodi (20.), 1:2 Veselinović (21.), 2:2 Agüero (52.), 2:3 Rajkov (73.), 3:3 Romero (80.)
In der Gruppe 2 gab es keinen Favoriten. Die negative Überraschung waren allerdings die Schotten. Gegen Jugoslawien reichte es noch zu einem 1:1, doch gegen Paraguay gab es ein sensationelles 2:3. Da es auch gegen die Franzosen eine 1:2-Niederlage setzte, schied man, auf dem vierten Platz landend, aus. Gruppensieger wurde Frankreich mit seinem WM-Torjäger Just Fontaine, der bei dieser WM den bis heute bestehenden Rekord von 13 Treffern in einem Turnier aufstellte. Schon gegen Paraguay war er beim 7:3 drei Mal erfolgreich. Auch die zwei Treffer der Franzosen bei der 2:3-Niederlage gegen den späteren Gruppenzweiten, Jugoslawien, erzielte Fontaine. Das 3:3 gegen Paraguay reichte den Jugoslawen dann zum Weiterkommen, mit einem Punkt Vorsprung vor den Südamerikanern.